# Evloghios Hessler
Evloghios Hessler, al secolo Klaus Augustin (Dortmund, 21 febbraio 1935 – Milano, 20 gennaio 2019), è stato un vescovo ortodosso tedesco naturalizzato italiano.
Nato cattolico, si convertì e divenne sacerdote della comunità ortodossa russa di Milano, fu protagonista della fondazione della chiesa dei Santi Nicola e Ambrogio al Lazzaretto, nonché di varie chiese in tutta l'Italia settentrionale, ad esempio quella di San Basilio a Bologna: contribuì allo sviluppo della comunità ortodossa a Montaner dopo lo scisma della città.
Nel 1983 ruppe la comunione con il Patriarcato di Mosca per seguire il veterocalendarismo e istituì il Santo Sinodo di Milano, di cui fu metropolita fino alla sua morte, avvenuta nel 2019.
Monaco dal 1970, venne ordinato diacono nel 1971 e sacerdote nel 1972 a Montaner per mano di Antoniy Bloom.
Nel 1984 venne infine ordinato vescovo dal metropolita portoghese Gabriel DaRocha.